# Автошлях E003
Європейський маршрут Е003 — європейський автомобільний маршрут категорії Б, що проходить з Узбекистану та Туркменістану та з'єднує міста Учкудук, Дашргуз, Ашхабад, Гаудан.

## Маршрут
- Узбекистан
  - Учкудук
- Туркменістан
  - Дашргуз
  - Ашхабад
  - Гаудан